# Елькина (деревня)
Елькина — деревня в составе Соликамского муниципального округа в Пермском крае России.

## Географическое положение
Деревня расположена в долине реки Лысьва.
Климат
умеренно-континентальный с суровой продолжительной зимой и теплым коротким летом. Самый холодный месяц — январь со среднемесячной температурой (-15,7 оС), самый теплый — июль со среднемесячной температурой (+17,4 оС). Продолжительность безморозного периода в среднем составляет 114 дней. Общее число дней с положительной температурой 190. Последний весенний заморозок в среднем наблюдается в конце мая, а первый осенний — в конце второй декады сентября. Среднегодовая температура воздуха −2,2 оС.

## История
Впервые упоминается в переписи 1678 г. как "Починок на роднике над речкою Лысьвою против Государевы Жаравлевы деревни" в вотчине Пыскорского Спасо-Преображенского монастыря. В починке насчитывалось 4 двора, в двух из которых жили Елкины.
В переписи 1711 г. в той же вотчине написана как "Деревня Жаравлева против государевы Жаравлевы деревни над рекою Лысьвою". До 1728 г. Елькины в вотчине Пыскорского монастыря жили только в д. Жаравлеве. В 1728 г. одна семья Елькиных переселилась в починок Кондас.
На Плане генерального межевания 1790 г. деревня Елькина находится по другую сторону реки Лысьва от деревни Журавлева.
По сведениям Е.Н.Шумилова, деревня "известна с 1804 г. Название от местной фамилии Елькин".
До 2016 года входила в Вильвенский сельсовет. Согласно решению Земского собрания Соликамского района № 77 от 19.10.2005 «О ликвидации администраций сельсоветов» с 01.01.2006 ликвидирована администрация Вильвенского сельсовета, его территория, селения, в том числе Елькино, вошли в состав Касибского сельского поселения.
До 2019 года деревня входила в состав Касибского сельского поселения Соликамского района. После их упразднения — в составе Соликамского городского округа.

## Население
| 2010 |
| ---- |
| 3    |

национальный состав
Согласно результатам переписи 2002 года, в национальной структуре населения русские составляли 100 % от 7 жителей.

## Инфраструктура
Личное подсобное хозяйство.

## Транспорт
Просёлочные дороги.